# Droga krajowa B173 (Niemcy)
Droga krajowa 173 (niem. Bundesstraße 173, B 173) – niemiecka droga krajowa przebiegająca  z zachodu na wschód od skrzyżowania z drogą B289 na obwodnicy Lichtenfels na Bawarii do Drezna w Saksonii, gdzie krzyżuje się z wieloma Drogami krajowymi i autostradami.

## Miejscowości leżące przy B173

### Bawaria
Lichtenfels, Trieb, Hochstadt am Main, Zettlitz, Küps, Johannisthal, Kronach, Marktrodach, Zeyern, Wallenfels, Schwarzenbach am Wald, Naila, Selbitz (Bawaria), Hof (Bawaria), Haidt, Ullitz.

### Saksonia
Großzöbern, Kleinzöbern, Pirk, Türbel, Meßbach, Plauen, Neuensalz, Thoßfell, Pfaffengrün, Buchwald, Lauschgrün, Netzschkau (Saksonia), Mylau, Reichenbach im Vogtland, Neumark, Schönfels, Lichtentanne, Zwickau, Jacobshöhe, Lichtenstein/Sa., Bernsdorf, Oberlungwitz, Mittelbach, Chemnitz, Niederwiesa, Flöha, Falkenau, Oederan, Memmendorf, Oberschöna, Freiberg, Naundorf, Niederschöna, Mohorn, Herzogswalde, Grumbach, Kesselsdorf, Drezno.

## Historia
Między Hofem i Dreznem bieg drogi pokrywa się z biegiem historycznej Frankenstrasse, która łączyła Frankonię z przemysłowymi terenami Saksonii.
W 1937 r. wyznaczona Reichsstrasse 173 przebiegała z Bambergu do Hofu.
Odcinek z Bambergu do Lichtenfels został przemianowany 1 stycznia 2008 na autostradę A73.